# Big Apple Coaster
Ne doit pas être confondu avec Big Apple (Great Yarmouth Pleasure Beach).
Pour les articles homonymes, voir Big Apple.
Big Apple Coaster (anciennement Manhattan Express puis The Roller Coaster) sont des méga montagnes russes de l'hôtel New York-New York Hotel & Casino, situé à Las Vegas, dans le Nevada, aux États-Unis.

## Circuit
Le train quitte la gare, effectue 2 virages vers la gauche avant de s'engager dans le lift de 61 mètres de haut, après le lift, le train s'engage dans une ligne droite avant de s'engager dans la first stop de 43 mètres de haut. Le train effectue une montée suivi d'un virage vers la droite avant de redescendre à nouveau déclenchant une sensation d'airtime. Après cela, le train s'engage une montée et un virage sur la gauche. Puis le train s'engage dans le loop suivi d'un dive loop. Le train freine et repart dans 2 bosses, une Helix et 1 Bunny hop avant de s'arrêter sur les freins finaux

## Statistiques
- Trains : 5 trains de 4 wagons. Les passagers sont placés par deux sur deux rangs pour un total de 16 passagers par train.
- Anecdote : En 2004, Premier Rides a ajouté des freins magnétiques.